# Афанасьєв Іван Іванович
Іван Іванович Афанасьєв (рос. Иван Иванович Афанасьев; 20 січня 1901, Устя, Петербурзька губернія — 8 жовтня 1952, Ленінград) — Герой Радянського Союзу, капітан лісовоза «Старий Більшовик» (Мурманське морське пароплавство).

## Біографія
Народився 7 (20) січня 1901 року в селі Устя (нині входить до складу міста Сосновий Бор Ленінградської області) в сім'ї робітника. Росіянин. Закінчив середню школу.
Під час Другої світової війни — капітан лісовоза «Старий Більшовик», переобладнаного під вантажний теплохід. 28 травня 1942 року теплохід, завантажений військовою технікою, боєприпасами, бензином і продовольством, слідував у складі союзного конвою з Рейк'явіка (Ісландія) до Мурманська. В дорозі караван судів був атакований ворожими літаками і підводними човнами. Тричі завдяки його вмілому командуванню теплохід уникнув торпедування. Одна з бомб влучила в корабель. Вважаючи становищ палаючого судна безнадійним, англійське командування ескорту запропонувало екіпажу покинути його, але жоден з моряків не залишив корабель. Конвой пішов, залишивши палаючий лісовоз. 8 годин точилася вперта боротьба з вогнем. Екіпаж врятував свій теплохід від вогню, усунув пошкодження і вчасно прибув до Мурманська, доставивши необхідні фронту військові вантажі. У Кольській затоці пошкоджений теплохід був зустрінутий салютом бойових кораблів.
За мужність і героїзм, проявлені при виконанні службового обов'язку, Івану Івановичу Афанасьєву 28 червня 1942 присвоєно звання Героя Радянського Союзу з врученням ордена Леніна і медалі «Золота Зірка» (№ 798).
Після війни працював в Балтійському морському пароплавстві капітаном теплохода «Маршал Говоров».
Жив в Ленінграді. Помер 8 жовтня 1952 року. Похований в Санкт-Петербурзі на Серафимівському кладовищі.
Нагороджений 2 орденами Леніна (28 червня 1942, 29 березня 1952), орденом Червоного Прапора (4 червня 1942), Трудового Червоного Прапора (10 серпня 1945), медалями, англійським орденом.

## Пам'ять
Ім'я героя носить вулиця в місті Сосновий Бор Ленінградської області, школа-інтернат в Санкт-Петербурзі, рятувальне судно Мурманського морського пароплавства і універсальний суховантаж проекту RSD 44 «Капітан Афанасьєв».

## Нагороди
- Орден Червоного Прапора (4 червня 1942)
- Медаль «Золота Зірка» (28 червня 1942)
- 2 ордена Леніна (28 червня 1942; 29 березня 1952)
- Орден Трудового Червоного Прапора
- 1 британський орден
- Медалі